# Prêmio Contigo! de TV de 2011
Prêmio Contigo! de TV de 2011

17 de maio de 2011
Novela:
Ti Ti Ti
Série:
As Cariocas
Atriz – Novela:
Cláudia Raia
Ator – Novela:
Murilo Benício
Atriz – Série:
Adriana Esteves
Ator – Série:
Fábio Assunção
Prêmio Contigo! de TV 

← 2010  ·  2012 →
O 13º Prêmio Contigo! de TV foi realizado no Copacabana Palace, no Rio de Janeiro em 17 de maio de 2011, premiando os melhores de 2010. Foram distribuídos prêmios em treze categorias sendo elas Melhor atriz coadjuvante, Melhor atriz infantil, Melhor ator coadjuvante, Melhor ator infantil, Revelação da TV, Melhor ator de série, Melhor atriz de série, Melhor série/minissérie, Melhor atriz de novela, Melhor ator de novela, Melhor diretor de novela, Melhor autor de novela e Melhor novela.
O homenageado da noite foi Francisco Cuoco que recebeu um prêmio e as honrarias das mãos de Regina Duarte após ser exibido, no salão nobre, um vídeo com o resumo de sua carreira.
O Prêmio é promovido sempre pela Revista Contigo!.

## Resumo
| Programa                          | Indicações | Prêmios |
| --------------------------------- | ---------- | ------- |
| Ti Ti Ti                          | 15         | 6       |
| Passione                          | 13         | 3       |
| Araguaia                          | 10         | 0       |
| Escrito nas Estrelas              | 8          | 1       |
| Malhação                          | 5          | 0       |
| Ribeirão do Tempo                 | 5          | 0       |
| Dalva e Herivelto                 | 3          | 2       |
| Separação?!                       | 3          | 0       |
| A Grande Família                  | 2          | 0       |
| A História de Ester               | 2          | 0       |
| Afinal, o Que Querem as Mulheres? | 2          | 0       |
| A Cura                            | 2          | 0       |
| As Cariocas                       | 1          | 1       |
| S.O.S. Emergência                 | 1          | 0       |
| Força-Tarefa                      | 1          | 0       |

## Vencedores e indicados
| Melhor Novela | Melhor Série ou Minissérie |
| --- | --- |

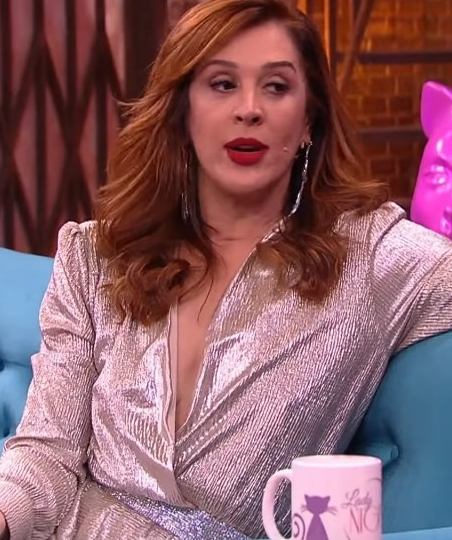
Claudia Raia, Atriz de Novela

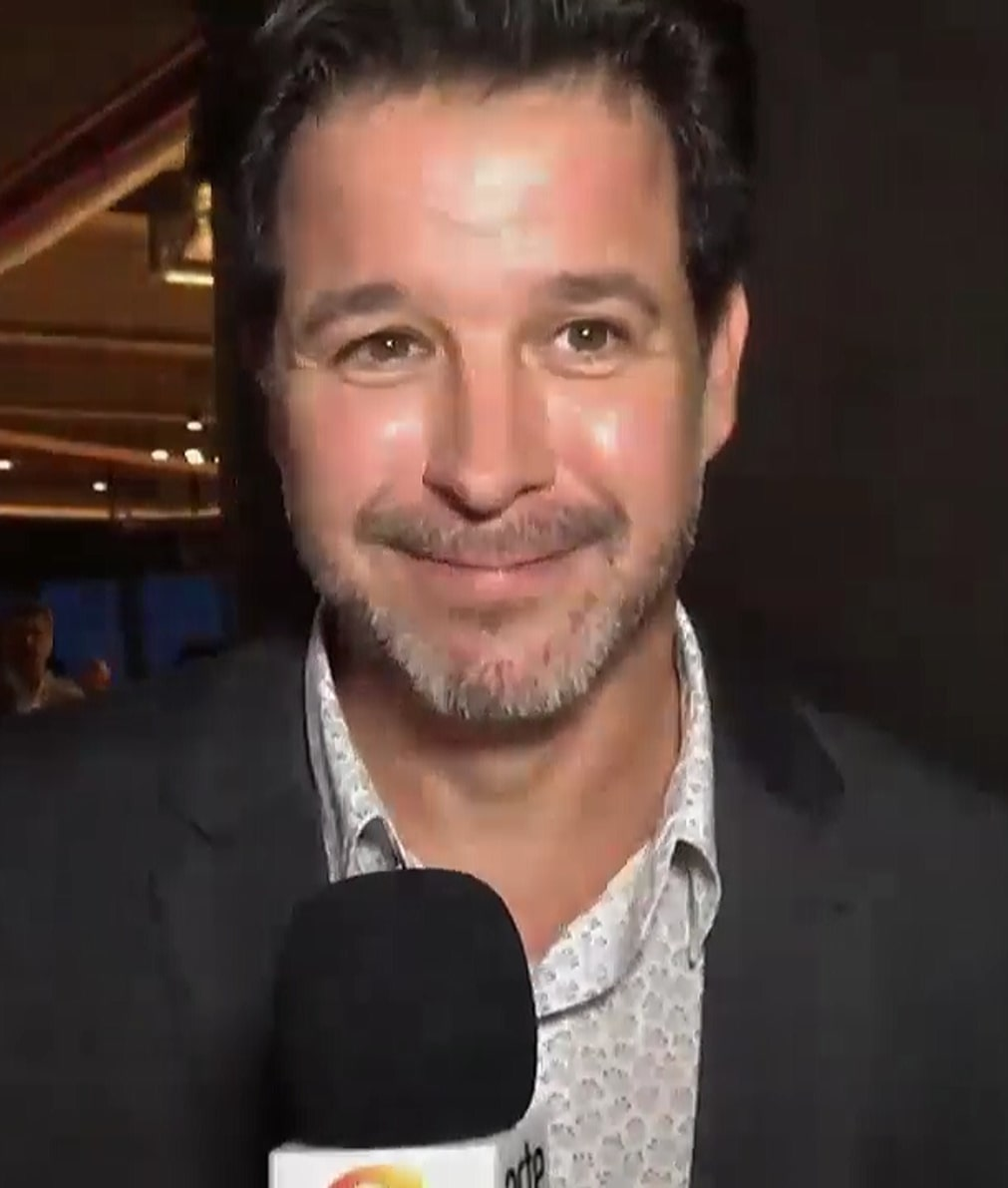
Murilo Benício, Ator de Novela

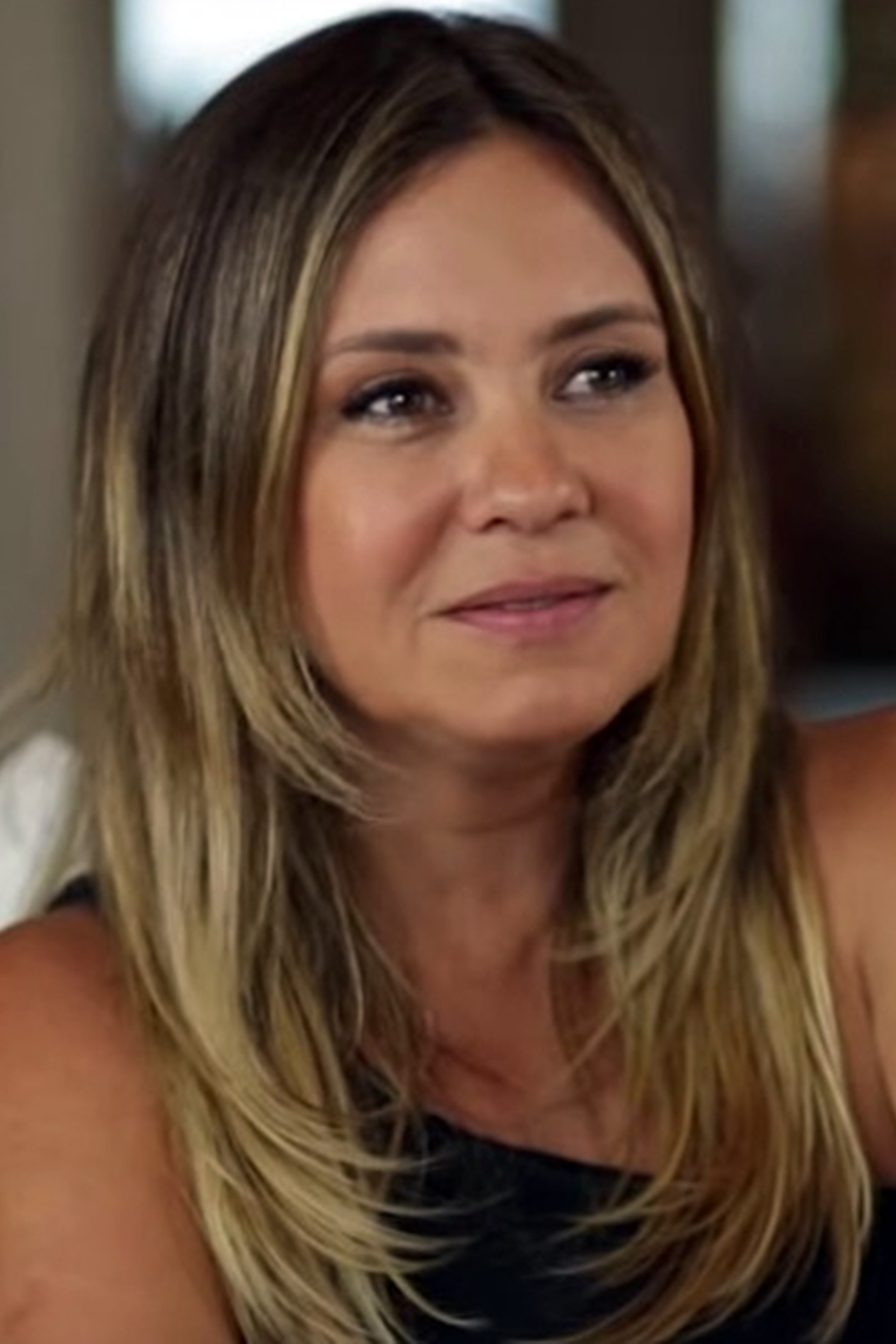
Adriana Esteves, Atriz de Série

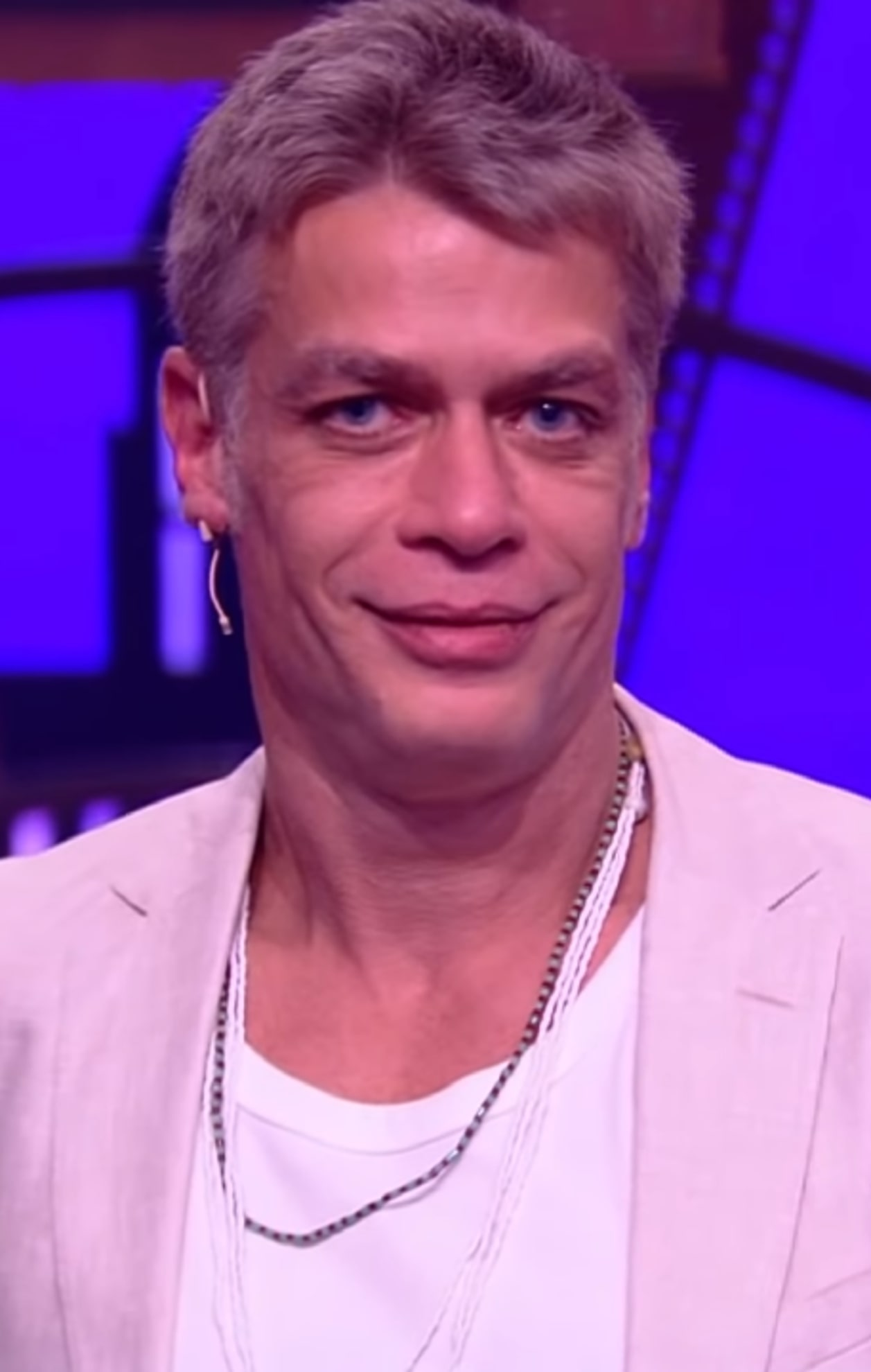
Fábio Assunção, Ator de Série

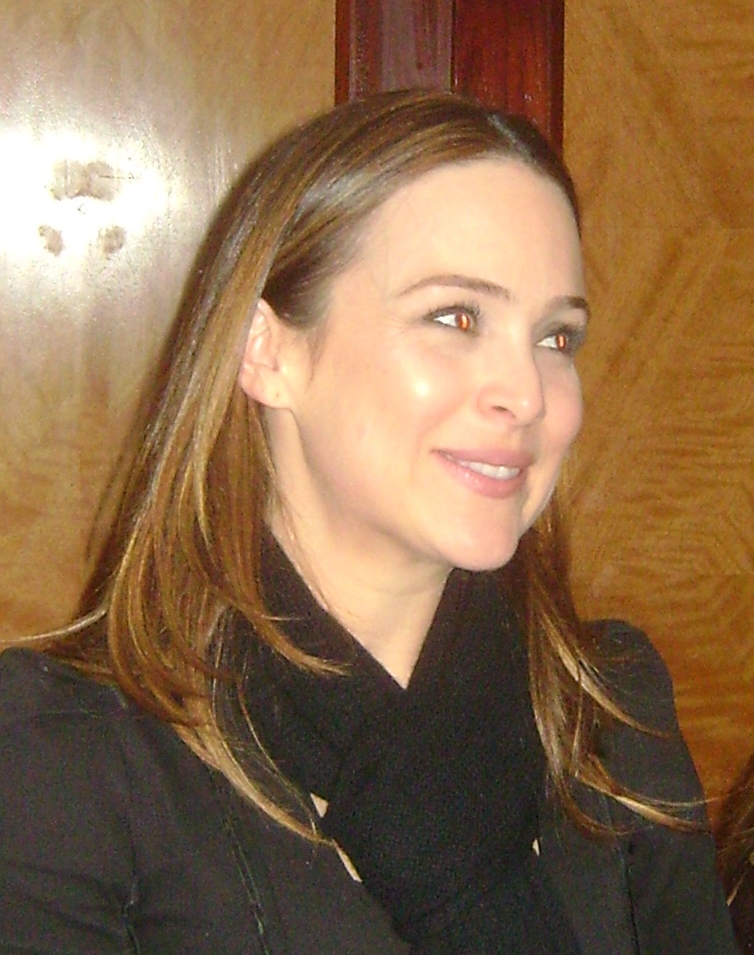
Gabriela Duarte, Atriz Coadjuvante

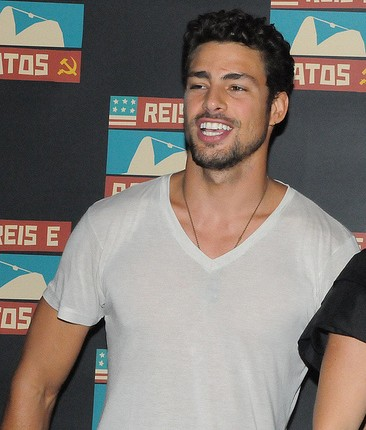
Cauã Reymond, Ator Coadjuvante

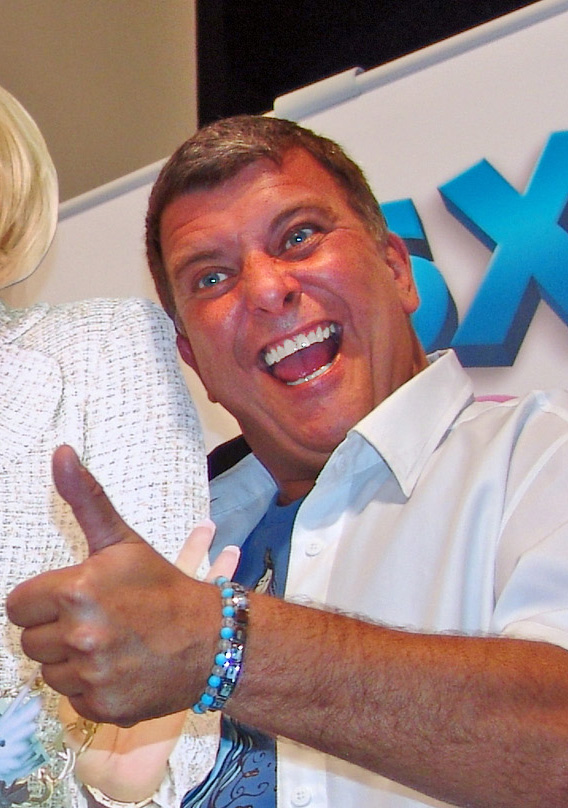
Jorge Fernando, Diretor

| - Ti Ti Ti - (Rede Globo) - Araguaia - (Rede Globo) - Escrito nas Estrelas - (Rede Globo) - Passione - (Rede Globo) - Malhação - (Rede Globo) - Ribeirão do Tempo - (RecordTV)                                                                                        | - As Cariocas - (Rede Globo) - Separação?! - (Rede Globo) - A Grande Família - (Rede Globo) - A História de Ester - (RecordTV) - Dalva e Herivelto: uma Canção de Amor - (Rede Globo)                                                                 |
| Melhor Atriz de Novela | Melhor Ator de Novela |
| - Cláudia Raia - (Ti Ti Ti) - Bianca Rinaldi - (Ribeirão do Tempo) - Daniela Carvalho - (Malhação) - Isis Valverde - (Ti Ti Ti) - Mariana Ximenes - (Passione) - Nathalia Dill - (Escrito nas Estrelas)                                                               | - Murilo Benício - (Ti Ti Ti) - Alexandre Borges - (Ti Ti Ti) - Alexandre Nero - (Escrito nas Estrelas) - Bruno Gissoni - (Malhação) - Caio Castro - (Ti Ti Ti) - Tony Ramos - (Passione)                                                             |
| Melhor Atriz de Série ou Minissérie | Melhor Ator de Série ou Minissérie |
| - Adriana Esteves - (Dalva e Herivelto: uma Canção de Amor) - Paolla Oliveira - (Afinal, o Que Querem as Mulheres?) - Marieta Severo - (A Grande Família) - Débora Bloch - (Separação?!) - Marisa Orth - (S.O.S. Emergência) - Gabriela Durlo - (A História de Ester) | - Fábio Assunção - (Dalva e Herivelto: uma Canção de Amor) - Selton Mello - (A Cura) - Murilo Benício - (Força-Tarefa) - Michel Melamed - (Afinal, o Que Querem as Mulheres?) - Vladimir Brichta - (Separação?!) - Pedro Cardoso - (A Grande Família) |
| Melhor Atriz Coadjuvante | Melhor Ator Coadjuvante |
| - Gabriela Duarte - (Passione) - Guilhermina Guinle - (Ti Ti Ti) - Irene Ravache - (Passione) - Mayana Neiva - (Ti Ti Ti) - Mariana Rios - (Araguaia) - Suzana Pires - (Araguaia)                                                                                     | - Cauã Reymond - (Passione) - André Arteche - (Ti Ti Ti) - Bruno Gagliasso - (Passione) - Marcello Melo Jr. - (Malhação) - Rodrigo Lopez - (Ti Ti Ti) - Werner Schünemann - (Passione)                                                                |
| Melhor Atriz Infantil | Melhor Ator Infantil |
| - Clara Tiezzi - (Ti Ti Ti) - Anna Rita Cerqueira - (Escrito nas Estrelas) - Laura Barreto - (Araguaia) - Letícia Medina - (Ribeirão do Tempo) - Luisa González - (Escrito nas Estrelas) - Roberta Piragibe - (Araguaia)                                              | - Matheus Costa - (Escrito nas Estrelas) - Dyjhan Henrique - (A Cura) - Edoardo Dell'Aversana - (Passione) - Luigi Matheus - (Araguaia) - Pedro Lobo - (Passione) - Luciano Scalioni - (Araguaia)                                                     |
| Revelação da TV | Melhor Autor de Novela |
| - Mayana Moura - (Passione) - Flávia Guedes - (Araguaia) - Juliana Paiva - (Ti Ti Ti) - Maria Helena Chira - (Ti Ti Ti) - Raphael Viana - (Araguaia) | - Maria Adelaide Amaral - (Ti Ti Ti) - Elizabeth Jhin - (Escrito nas Estrelas) - Emanuel Jacobina - (Malhação) - Marcílio Moraes - (Ribeirão do Tempo) - Silvio de Abreu - (Passione) - Walter Negrão - (Araguaia)                                    |
| Melhor Diretor(a) de Novela | |
| - Jorge Fernando - (Ti Ti Ti) - Denise Saraceni - (Passione) - Edgard Miranda - (Ribeirão do Tempo) - Marcos Schechtman - (Araguaia) - Ricardo Waddington - (Malhação) - Rogério Gomes - (Escrito nas Estrelas)                                                       | |